# اس‌اس آرکتیک
اس‌اس آرکتیک (به انگلیسی: SS Arctic) یک کشتی بود که طول آن ۲۸۴ فوت (۸۷ متر) بود. این کشتی در سال ۱۸۵۲ ساخته شده بود.